# Hypanthidioides bifasciata
Hypanthidioides bifasciata är en biart som först beskrevs av Urban 1993.  Hypanthidioides bifasciata ingår i släktet Hypanthidioides och familjen buksamlarbin. Inga underarter finns listade i Catalogue of Life.